# Marty Natalegawa

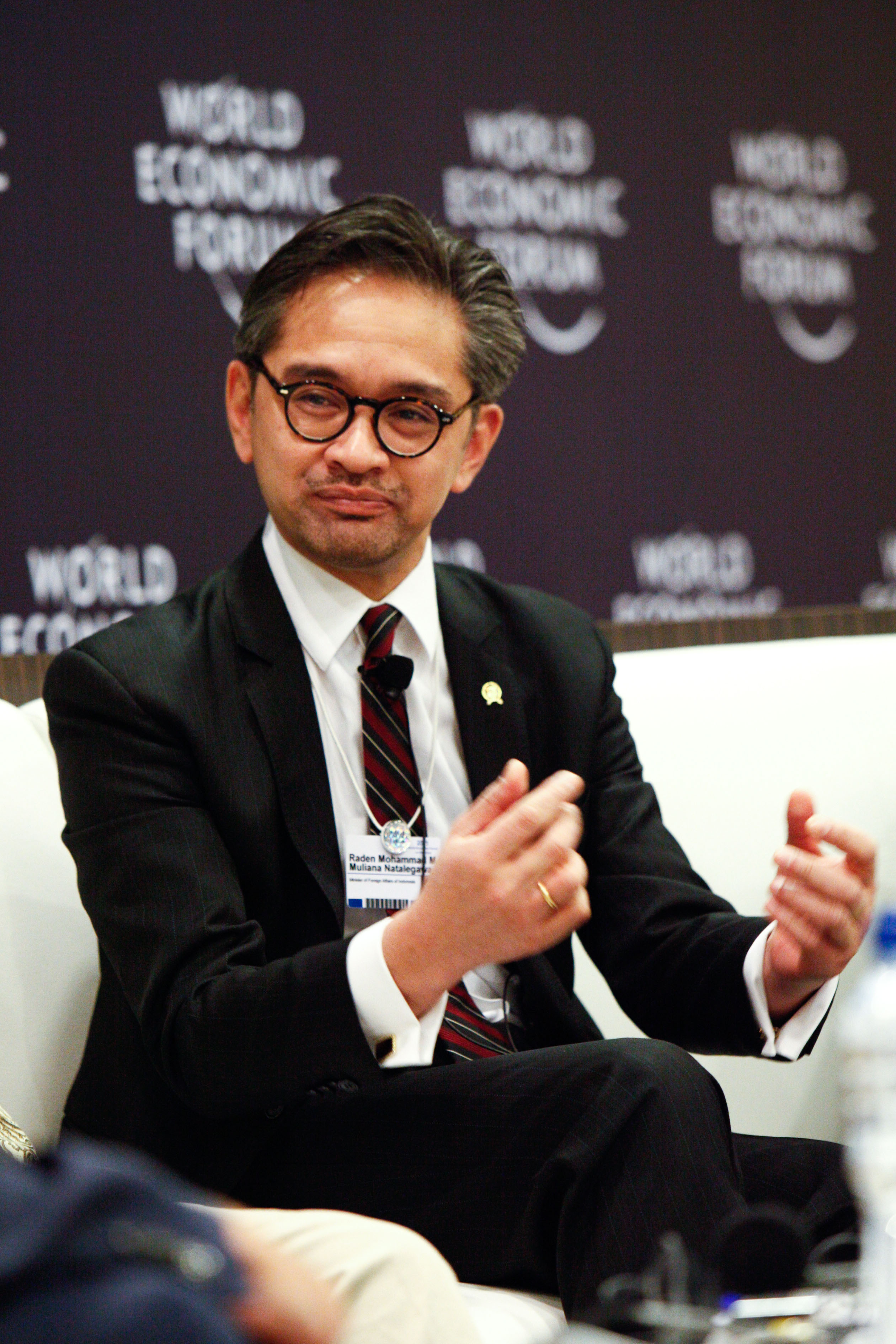
Marty Natalegawa, World Economic Forum on East Asia, 2011

Raden Mohammad Marty Muliana Natalegawa (* 22. März 1963 in Bandung) ist ein indonesischer Diplomat und Politiker.

## Biografie
Nach dem Besuch des Ellesmere College und des Concord College in Großbritannien von 1976 bis 1981 studierte er an der London School of Economics and Political Science. Das Studium schloss er 1984 mit einem Bachelor of Science (B.Sc.) ab. Anschließend absolvierte er ein Postgraduiertenstudium am Corpus Christi College der University of Cambridge, das er 1985 mit einem Master of Philosophy (M.Phil.) beendete.
Nach seiner Rückkehr trat er 1986 in den Diplomatischen Dienst ein und war dort einige Zeit in der Abteilung für Forschung und Entwicklung tätig. Während dieser Zeit erfolgte 1993 seine Promotion zum Doktor der Philosophie an der Australian National University (ANU). Zwischen 1994 und 1999 war er Mitarbeiter an der Ständigen Vertretung bei den Vereinten Nationen in New York. In diese Zeit fiel auch die Mitgliedschaft Indonesiens im Sicherheitsrat der Vereinten Nationen von 1996 bis 1997.
Nach seiner Rückkehr nach Indonesien erfolgte seine Ernennung zum Direktor der Abteilung für Internationale Organisationen im Außenministerium. Dabei oblag ihm auch die Leitung der politischen Vertretung bei mehreren multilateralen Foren wie auch der Konsultationen, die letztlich zum Unabhängigkeitsreferendum in Osttimor 1999 führten.
2002 erfolgte seine Ernennung zum Chef des Stabes des Büros von Außenminister Hassan Wirajuda. Zugleich war er bis 2005 auch Generaldirektor für die Zusammenarbeit mit der ASEAN im Außenministerium sowie Sprecher des Außenministeriums. Während seiner Zeit als Generaldirektor für die Zusammenarbeit mit der ASEAN war Indonesien auch zeitweise Vorsitzender dieser Gemeinschaft und Initiator des Bali Concord II im Jahr 2003, in dem die ASEAN betonte, dass die Demokratie Frieden und Stabilität in der Region stärke. Auch die nicht-demokratischen Staaten stimmten zu. Daneben war er Befürworter eines Ostasiengipfels (East Asia Summit) unter Beteiligung von Australien, Indien und Neuseeland. Als Sprecher des Außenministeriums führte er einen neuen Stil in der Darstellung außenpolitischer Themen ein und sah sich andererseits der wachsenden Problematik des Internationalen Terrorismus gegenüber. Für seine Tätigkeit als Sprecher des Außenministeriums wurde ihm am 14. Dezember 2004 der erste Public Relations Society Award der Pressegesellschaft Indonesiens verliehen.
Am 11. November 2005 berief ihn Präsident Susilo Bambang Yudhoyono zum Botschafter in Großbritannien. Zugleich war er als Botschafter in Irland akkreditiert. Am 5. September 2007 wurde er dann Ständiger Vertreter bei den Vereinten Nationen in New York.
Präsident Yudhoyono ernannte ihn schließlich am 21. Oktober 2009 zum Nachfolger des langjährigen Außenministers Hassan Wirajuda.

## Reden
- OPENING OF THE FOURTH WORKSHOP ON THE ASEAN REGIONAL MECHANISM ON HUMAN RIGHTS, Juni 2004
- Non-Aligned Movement (NAM) at the General Debate of the 2008 United Nations Disarmament Commission, New York, April 2008
- THE UN SECURITY COUNCIL OPEN DEBATE ON THE AGENDA ITEM: "WOMEN AND PEACE AND SECURITY", Juni 2008
- High Level Plenary Meeting on the Midterm Review of the Almaty Programme of Action Oktober 2008 (PDF-Datei; 120 kB)
- Agenda Item 3 "Progress Towards Sustainable Forest Management", April 2009 (PDF-Datei; 1,44 MB)